# لاندر اولتکسا
لاندر اولتکسا (انگلیسی: Lander Olaetxea؛ زادهٔ ۱۲ آوریل ۱۹۹۳) بازیکن فوتبال اهل اسپانیا است.
از باشگاه‌هایی که در آن بازی کرده‌است می‌توان به باشگاه فوتبال اتلتیک بیلبائو بی اشاره کرد.